# Франческо Скольйо
Франческо Скольйо (італ. Franco Scoglio; 2 травня 1941, Ліпарі, Італія — 3 жовтня 2005, Генуя, Італія) — італійський футбольний тренер.

## Кар'єра тренера
Розпочав тренерську кар'єру відразу ж по завершенні кар'єри гравця, 1971 року, очоливши тренерський штаб клубу «Джоїєзе». 1978 року став головним тренером команди «Реджина», тренував команду з Реджо-Калабрія один рік.
Згодом протягом 1982–1983 років очолював тренерський штаб клубу «Реджина». 1988 року прийняв пропозицію попрацювати у клубі «Дженоа». Залишив генуезький клуб 1990 року.
Протягом одного року, починаючи з 1990, був головним тренером команди «Болонья». 1991 року був запрошений керівництвом клубу «Удінезе» очолити його команду, з якою пропрацював до 1992 року.
Протягом 1993 року очолював тренерський штаб команди «Пескара». 1993 року став головним тренером команди «Дженоа», тренував генуезький клуб лише один рік.
Згодом протягом 1995–1996 років очолював тренерський штаб клубу «Торіно». 1998 року прийняв пропозицію попрацювати у клубі Туніс. Залишив збірну Тунісу 2001 року.
Протягом одного року, починаючи з 2001, був головним тренером команди «Дженоа».
2002 року був запрошений керівництвом клубу Лівія очолити його команду, з якою пропрацював до 2002 року.
Протягом тренерської кар'єри також очолював команди клубів «Рьюніте Мессіна», «Ачиреале», «Спеція», «Кротоне», «Арагас», «Луккезе-Лібертас», «Козенца» та «Анкона», а також входив до тренерського штабу клубу «Реджина».
Останнім місцем тренерської роботи був клуб «Наполі», головним тренером команди якого Франческо Скольйо був з 2002 по 2003 рік.